# Paranormal Activity 3
Paranormal Activity 3 is een Amerikaanse horrorfilm uit 2011. Het is het derde deel uit de Paranormal Activity-reeks en vormt een prequel op de delen 1 en 2. 
Deze film ging op 20 oktober 2011 in première in de Nederlandse bioscopen. Een dag later was hij ook in de Verenigde Staten te zien.

## Verhaal
De film begint met het schilderen van de kinderkamer van de baby van Kristie en Dan. Als Katie op bezoek komt, heeft ze een stapel video's en een ketting bij zich. Echtgenoot Dan snort een VHS-speler op en dan zijn er beelden te zien die uiteindelijk het begin, of in elk geval een begin, zijn van alle 'Activity'.
In de video-opnames is het 1988, achttien jaar voor de gebeurtenissen in deel 1 en 2. Te zien is hoe Katie en Kristie leerden leven met de rare gebeurtenissen in hun huis. Wederom wordt duidelijk dat de oorzaak een demon is. De stiefvader van Katie en Kristie, Dennis, probeert met camera's alles op tape te krijgen om te zien waar al die rare geluiden vandaan komen. Ook hun dagelijkse bezigheden worden vastgelegd op film als herinnering voor de ouders en ook Katie en Kristi mogen van de camera gebruikmaken. Kristi gaat 's nachts haar bed uit en praat met iemand. Het lijkt erop dat de demon zichzelf aan Kristie bindt, als haar zogenaamde denkbeeldige vriendje. Als de ouders ernaar vragen vertelt ze dat ze met haar onzichtbare vriend, Toby, praat. Ze vertelt ook dat ze bang is dat hij boos wordt, en dat ze niet kan vertellen waar ze het over hebben.
Tijdens nachtelijke opnamen is te zien hoe Kristie haar bed verlaat en in de keuken op het kookeiland gaat staan. Even later loopt ze over een heel smalle rand in haar kamer. Dan springt ze, na een discussie met Toby, zomaar in het open trappenhuis, maar blijft ongedeerd. Een paar nachten later heeft Kristie ruzie met Toby en ze zegt dat ze niet meer met hem wil praten.
Kristie wordt hierna ziek en ze moet naar het ziekenhuis met Dennis en Julie. Als Randy, een vriend, op Katie komt passen, wil het meisje Bloody Mary spelen. In de badkamer draaien ze rondjes en zeggen haar naam terwijl het licht uit is. Randy heeft ineens een verwonding op zijn borst, het lijkt alsof hij door iemand met een klauw is aangevallen. Daarna volgt een aardbeving. Als ze even later de deur opendoen, wordt de kamer overhoop gehaald. Als Dennis alles aan Julie vertelt, krijgen ze ruzie. De meisjes vragen of ze naar hun grootmoeder mogen, maar dat mag niet. Een tijdje later wordt Katie haar bed uit gesleurd en de kamer wordt overhoop gehaald, waarbij Kristie tegen Toby schreeuwt dat hij Katie moet laten gaan. Als Julie even later de keuken binnenkomt en opeens alles aan het plafond vast blijkt te zitten en daarna op de grond valt, verandert ze van gedachten. Ze roept iedereen en ze gaan samen naar grootmoeder Lois in Moorpark.
's Nachts gaan Dennis en Julie hun bed uit en ze nemen de camera mee. Dennis raakt Julie kwijt en gaat naar haar op zoek. Dan stuit hij op een groep oude vrouwen, het lijken heksen. Snel gaat hij weg en draait de deur op slot, waarna te zien is hoe de vrouwen naar het raampje lopen. Vervolgens ziet Dennis Julie opgehangen bovenaan de trap, maar het touw lijkt onzichtbaar. Als hij dichterbij komt valt het lijk op hem en hij loopt in paniek weg. Hij vindt even later Kristie en ziet Katie bij de trap in elkaar gezakt zitten. Hij loopt naar haar toe en ze draait zich om. Katie's gezicht lijkt ineens op dat van een monster en van schrik valt Dennis omver. Even later verschijnt grootmoeder Lois. Terwijl Dennis haar smeekt om hem te helpen, wordt zijn rug gebroken, vermoedelijk door Toby. Daarna neemt oma Lois de kinderen bij de hand en vertelt ze dat ze zich ergens voor moeten klaarmaken. Kristie draait zich om en roept: "Toby, kom je?"

## Verband met eerdere delen
De baby die aan het begin van de film op komst is, is Hunter uit deel 2. In deel 2 wordt ook ingebroken bij Kristie en Dan. Dan blijkt dat de enige dingen die vermist zijn, de ketting en de doos met videofilms zijn.

## Rolverdeling
| Acteur                     | Personage      |
| -------------------------- | -------------- |
| Katie Featherston          | Katie          |
| Chloe Csengery             | Kleine Katie   |
| Lauren Bittner             | Julie          |
| Christopher Nicholas Smith | Dennis         |
| Sprague Grayden            | Kristie        |
| Jessica Tyler Brown        | Kleine Kristie |